# 애드위크

애드위크(Adweek)는 1978년에 처음 출판을 시작한 미국의 주간 광고 잡지 출판사이다. 애드위크는 창의성, 고객/중개자 관계, 글로벌 광고, 새로운 캠페인 등을 다룬다.
애드위크는 광고와 팝 문화를 함께 다루는 애드프레이크(Adfreak)라는 이름의 블로그를 출판한다. 애드위크는 현재 Prometheus Global Media의 소유이다.

## 에디션
- Adweek - Eastern Edition
- Adweek - Midwest Edition
- Adweek - New England Edition
- Adweek - Southeast Edition
- Adweek - Southwest Edition
- Adweek - Western Edition